# Piper panduratum
Piper panduratum är en pepparväxtart som beskrevs av C. Dc.. Piper panduratum ingår i släktet Piper och familjen pepparväxter. Inga underarter finns listade i Catalogue of Life.